# Kamilov
Kamilov je vesnice v okrese Nymburk, je součástí obce Sloveč. Nachází se asi 2,4 km na východ od Slovče. Na jihozápadě vesnice leží Kamilovský rybník. Je zde evidováno 37 adres.

## Historie
První písemná zmínka o vesnici pochází z roku 1768.
Roku 1925 se vesnice stala dějištěm rozsáhlého pojistného podvodu. V krátkém sledu tu propukly čtyři požáry, kterým padly za oběť mlat, dvě stodoly, hostinec a obytný dům. První z nich, 17. února v mlatu manželů Tučkových, nevyvolal zvláštní pozornost a pojišťovna vyplatila odškodné. Podezření vyvolal až druhý požár z 18. srpna, při kterém shořela stodola hostinského Rudolfa Futery s velkými zásobami obilí, zčásti náležícími jejich sousedovi Josefu Vorlovi. Ve vesnici se proslýchalo, že byla zapálena úmyslně, četníci při vyšetřování nalezli na spáleništi snopy s uřezanými klasy a Futera byl zatčen. Za jeho nepřítomnosti mu týden po stodole shořel i hostinec. Podezření tentokrát padlo na jeho hospodyni Marii Libišanskou, která si krátce předtím schovala u sousedky Vorlové prádlo a po požáru tvrdila, že budovu zapálil blesk, ačkoliv v té době žádný neuhodil. Nakonec 6. září shořela stodola a obytný dům manželů Tučkových. Výslechem podezřelých a svědků se prokázalo, že požár Futerovy stodoly objednal sám majitel společně s hospodyní Libišanskou u Josefa Vorla, přičemž svíčku mu poskytl Josef Tuček; ostatní požáry si založili sami poškození (Libišanská a Tuček), zčásti pod návodem Futery a Vorla. Hlavní pachatelé – Rudolf Futera, Marie Libišanská, Josef Vorel a Josef Tuček – byli 25. února 1926 odsouzeni k poměrně mírnému trestu 3 až 4 let „těžkého žaláře“, pravděpodobně s ohledem na jejich děti (za žhářství tehdejší zákon stanovil 10 - 20 let, při opakování až doživotí). Obviněny byly i manželky Anna Tučková a Anna Vorlová, o nichž se předpokládalo, že o požárech předem věděly; u soudu se jim ale vina neprokázala a byly osvobozeny. (Byla to první z několika odhalených žhářských skupin v okolí Městce Králové; další operovaly v Slovči, Velkých Výklekách, Běrunicích, Lovčicích, Dlouhopolsku, Hradčanech (resp. Nové Báni) aj.)